# Teza Bukvić
Teza Bukvić (1927. – 1. lipnja 1992.) je bila dugogodišnja društveno-politička radnica iz zajednice vojvođanskih Hrvata. Po struci je bila profesorica filozofije.
Prijateljica je bivšeg člana SIV-a i veleposlanika SFRJ u Mađarskoj Geze Tikvickog.
Bila je jednom od prozivanih za sjednicama i skupovima u godinama nakon gušenja hrvatskog proljeća. Na sastanku OOSK mjesne organizacije Košut Bajmak od 8. siječnja 1974. godine, na kojem je razmatrana aktivnost općinske organizacije Saveza komunista Subotice na planu "borbe protiv antisamoupravnih snaga", prozvana je da je pokušala vrbovati Belu Durancija za upis u članstvo Matice hrvatske. Srećom po nju, izneseno je mišljenje da "nije nacionalist i da je to uradila u jednom politički teškom momentu".